# Bandar Abbas (Verwaltungsbezirk)
Bandar Abbas (persisch شهرستان بندرعباس) ist ein Schahrestan in der Provinz Hormozgan im Iran. Er enthält die Stadt Bandar Abbas, welche die Hauptstadt des Verwaltungsbezirks ist. Der Bezirk liegt an der Straße von Hormus.

## Demografie
Bei der Volkszählung 2016 betrug die Einwohnerzahl des Schahrestan 680.366. Die Alphabetisierung lag bei 92 Prozent der Bevölkerung. Knapp 80 Prozent der Bevölkerung lebten in urbanen Regionen.
| Zensusjahr | Einwohnerzahl |
| ---------- | ------------- |
| 2011       | 588.288       |
| 2016       | 680.366       |